# 아드리앵장 라리보
아드리앙장 라리보(Adrien-Jean Larribeau, 1883년 ~ 1974년 8월 12일)는 프랑스의 선교사로 서울교구(경성대목구) 제9대 교구장, 대전교구 초대 교구장이다. 한국식 이름은 원형근(元亨根)이다.
1907년 한국에 입국해 선교에 많은 성과를 보았다. 1916년 당가신부, 1926년 부대목구장으로 임명되어 두사의 명의주교로 서품되었다 , 1933년 경성대목구장에 임명되었다
그리고 태평양전쟁시 일본의 선교사 추방으로 그당시 명동성당 보좌신부인 노기남 신부를 대목구장으로 추천하여 성좌의 허락받고 주교로 서품하였고 본인은 프랑스로 돌아갔다가 해방후에 1948년 대전대목구의 책임자가 되었고 1958년 정식으로 발족된 대전교구의 교구장이 되어 이후 1965년 고령으로 사임, 귀국할 때까지 대전교구의 설계를 원활히 하였다. 은퇴 후에도 경성대목구 및 조선교구 건설에 공로가 인정되어 티니스의 명의주교로 선종할 때까지 유지했다.